# Kate Beckinsale
Pour les articles homonymes, voir Beckinsale.
Kathrin Beckinsale, dite Kate Beckinsale, née le 26 juillet 1973 à Londres, Angleterre (Royaume-Uni) est une actrice britannico-américaine.
Fille de comédiens, elle entame une carrière d'actrice au début des années 1990, notamment dans Beaucoup de bruit pour rien, alors qu'elle est étudiante à l'université d'Oxford. Après quelques rôles notables au cinéma (Shooting Fish, Les Derniers Jours du disco) et à la télévision (La Ferme du mauvais sort, Emma, Alice à travers le miroir) et un départ aux États-Unis pour continuer sa carrière, ce n'est qu'en 2001 qu'elle obtient la reconnaissance internationale avec le film Pearl Harbor.
Depuis, elle a obtenu des rôles importants et variés, notamment dans la série de films Underworld, où elle incarne Selene, mais aussi Aviator, où elle incarne Ava Gardner, ou encore Van Helsing, dans lequel elle joue le personnage d'Anna Valerious.
Elle a alterné les genres cinématographiques et a joué à la fois dans des films à gros budgets (comme la comédie romantique Un amour à New York, la comédie fantastique Click : Télécommandez votre vie ou les thrillers Motel et Whiteout) et dans des films indépendants ou films d'auteur (comme Laurel Canyon, Snow Angels et Le Prix du silence).

## Biographie

### Enfance et scolarité
Kathrin Romany Beckinsale naît le 26 juillet 1973 à Chiswick, quartier de Londres, (Angleterre, Royaume-Uni),,, Kathrin Romany Beckinsale, est la fille de l'acteur Richard Beckinsale (1947-1979) et de l'actrice Judy Loe (1947-2025). Elle a une demi-sœur paternelle, Samantha (1966), qui est également actrice.

En 1979, Kate a cinq ans lorsque son père, star du petit écran britannique avec les sitcoms Rising Damp et Porridge, décède à 31 ans des suites d'une crise cardiaque dans son sommeil. 

« C'est très difficile de perdre un parent, mais je crois que c'était encore plus compliqué pour moi, parce qu'il avait ce charme très ouvert, et il était tellement apprécié que les gens avaient l'impression de le connaître personnellement. »

— Kate Beckinsale, interview pour le magazine Interview, par Dina Rabinovitch, juillet 1998.
Quand elle a neuf ans, sa mère se met en couple avec le réalisateur Roy Battersby, qui est devenu son beau-père lors de son mariage avec Judy en mars 1997.
Kate est scolarisée à la Godolphin and Latymer School (en), école indépendante pour filles de Londres, dont elle sortira diplômée. Pendant son adolescence, très douée à l'école, elle remporte la célèbre W.H. Smith Young Writer's competition deux fois de suite pour une série de nouvelles puis de poèmes. Après une adolescence rebelle, y compris une période d'anorexie et une forte consommation de tabac, elle suit les traces de ses parents en décidant de devenir actrice. Mais, désireuse de se doter d'un bagage universitaire honorable, elle entre à l'université d'Oxford en 1991 pour y étudier le français et le russe. Elle n'y achève pas son cursus, mais considère que le fait d'avoir étudié les langues étrangères et la littérature lui permet d'élargir la gamme des rôles auxquels elle peut prétendre.

À propos de son anorexie, elle déclare : 

« J'ai dû faire face à pas mal de problèmes. J'étais anorexique, je pesais 32 kilos à quinze ans. J'ai toujours pensé que l'anorexie était la forme de dépression la plus accessible aux adolescentes. […] J'ai fait cinq ans de psychothérapie intensive, il n'y a pas beaucoup de filles de mon âge qui font ça. »

— Kate Beckinsale, interview pour le magazine Interview, par Dina Rabinovitch, juillet 1998.

### Carrière

#### Débuts auRoyaume-Uniet premiers pas aux États-Unis (1990)
C'est en 1991 que sa carrière débute avec le téléfilm One Against the Wind, dont l'action se passe durant la Seconde Guerre mondiale. Par la suite, elle joue dans les téléfilms Rachel's Dream et Anna Lee: Headcase, avant de passer une audition pour le personnage principal féminin du film Les Hauts de Hurlevent, rôle finalement attribué à Juliette Binoche.
Mais ce n'est qu'en 1993 qu'elle décroche son premier rôle au cinéma dans Beaucoup de bruit pour rien, adaptation d'une pièce de théâtre de William Shakespeare réalisée par Kenneth Branagh, où elle partage la vedette avec Denzel Washington, Emma Thompson et Keanu Reeves. Parallèlement à ses études, elle continue de tourner notamment Le Prince de Jutland, film médiéval où elle partage la vedette avec Christian Bale et Gabriel Byrne et Qui a tué le chevalier ?, thriller tourné en Espagne et dont elle tient pour la première fois la tête d'affiche - celui d'une restauratrice d'art qui veut déchiffrer l'énigme d'un tableau du XVe siècle.
Elle a passé sa dernière année d'études à Paris, après quoi elle a décidé de quitter l'université et de se concentrer définitivement sur sa carrière. Elle tourne, en 1995, Marie-Louise ou la Permission, film français durant son séjour à Paris dans le cadre scolaire et dans lequel elle incarne le rôle principal. Mais le film passe inaperçu lors de sa sortie en salles.

« Je crois que quand vos parents font ce métier, il y a toujours la question de si vous allez le faire ou pas. Soit on suit leurs traces, soit on crée tout un drame en choisissant une autre voie. Si j'ai des enfants je compte m'assurer que les gens ne leur demandent pas sans cesse : « Vas-tu devenir acteur ? » Ma mère m'a dit que je pouvais être tout ce que je voulais sauf un agent de police. »

— Kate Beckinsale, interview pour le magazine Interview, par Dina Rabinovitch, juillet 1998.
En 1995, elle obtient le rôle principal féminin du thriller Haunted, réalisé par Lewis Gilbert, qui n'obtient qu'un succès critique modéré,. La même année, elle joue au théâtre et c'est durant l'une des pièces dans laquelle elle participe qu'elle rencontre Michael Sheen et incarne Emma Woodhouse dans le téléfilm Emma, adaptation du roman éponyme de Jane Austen, l'année suivante.
Ce n'est qu'en 1997 qu'elle se fait remarquer avec la comédie Shooting Fish, dans lequel elle incarne une jeune secrétaire dactylo qui s'associe avec deux orphelins à l'escroquerie. Partageant la vedette avec Stuart Townsend et Dan Futterman, le film est un succès au Royaume-Uni, bien que dans d'autres pays, le succès public reste assez limité en raison de faibles combinaisons de salles, et que la critique demeure mitigée. Cela n'empêche pas au film d'être récompensé notamment au Festival international du film de comédie de l'Alpe d'Huez ni à la jeune comédienne d'obtenir sa première récompense : celle de la Meilleure actrice au Festival international du film de Catalogne dans la catégorie Gran Angular Award,.
Après avoir tourné un téléfilm, Alice à travers le miroir, adaptation de la suite des aventures d'Alice au pays des merveilles, de Lewis Carroll, où elle incarne le rôle-titre, elle part aux États-Unis, bien qu'au départ effrayée à l'idée de partir de l'autre côté de l'Atlantique mais elle a avoué que l'une des raisons qui l'ont finalement convaincue de tenter sa chance aux États-Unis est le fait qu'elle voulait se détacher de l'étiquette de « fille de » qui lui collait à la peau en Angleterre à cause de la popularité de son père et qu'elle est quasiment inconnue en Amérique.
Elle s'y installe en 1998. Elle y tourne dans le film Les Derniers Jours du disco, où elle est la covedette principale avec Chloë Sevigny. Sa prestation lui vaut d'être récompensée au London Critics Circle Film Awards de la meilleure actrice britannique de l'année. De plus, le film obtient les éloges de la critique,, bien que le succès commercial ne soit pas au rendez-vous.
Elle tourne des rôles principaux par la suite dans le drame carcéral Bangkok, aller simple et La Coupe d'or, adaptation d'un roman d'Henry James. C'est durant le tournage de La Coupe d'or qu'un incident a eu lieu entre Michael Sheen, son compagnon de l'époque et Jeremy Northam, covedette du film : Sheen a frappé Northam après qu'il avait insulté l'actrice.
Bien que ces longs-métrages aient obtenu des critiques diverses,, le succès public reste assez restreint.

#### Underworldet confirmation commerciale (2000)

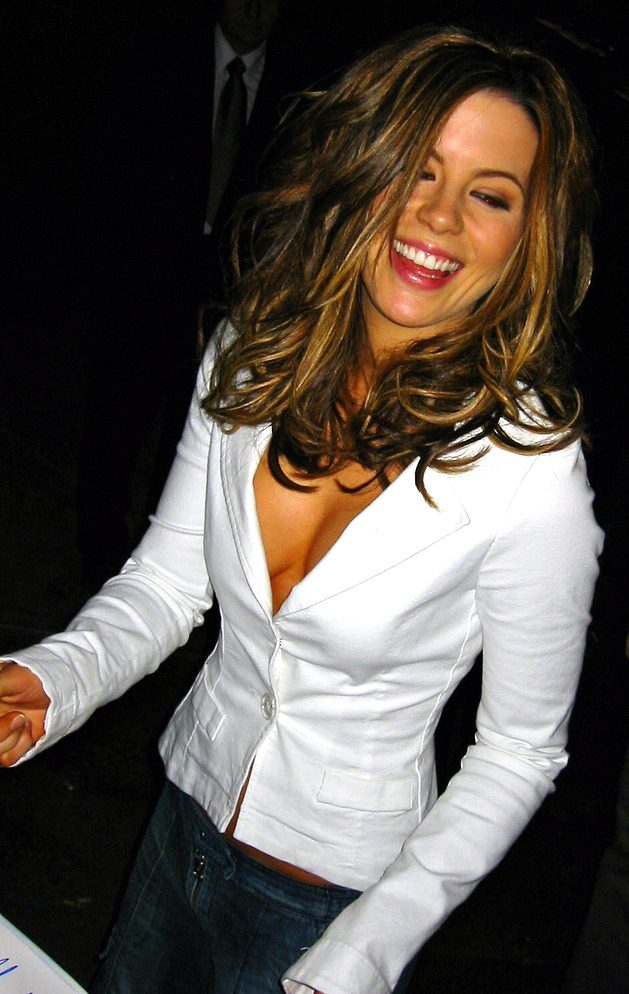
Kate Beckinsale, lors du Festival international du film de Toronto 2003, pour la présentation d'Underworld.

Mais c'est en 2001 qu'elle se fait véritablement connaître du grand public avec la fresque sentimentalo-historique Pearl Harbor, réalisé par Michael Bay, dont l'action se passe durant le début de la Seconde Guerre mondiale et l'attaque de Pearl Harbor, sur fond d'histoire d'amour, où elle incarne une jeune et séduisante infirmière et partage la vedette avec Ben Affleck et Josh Hartnett. Bien que le film soit un énorme succès commercial avec 449 millions de recettes mondiales, étant ainsi son plus grand succès commercial comme actrice et qu'elle soit nommée au MTV Movie Awards et au Teen Choice Awards, la critique est négative et sa prestation lui vaut d'être nommée au Razzie Award du pire couple.
Elle enchaîne par la suite avec la comédie sentimentale Un amour à New York, où elle est l'actrice principale et partage la vedette avec John Cusack, avec lequel elle a failli jouer dans High Fidelity :

« J'étais enceinte jusqu'aux yeux à l'époque, je suis pratiquement arrivée en roulant comme une grosse balle. J'ai pris trente kilos quand j'attendais Lily. Les gens pensaient que j'allais avoir des jumeaux... À cinq mois, ils étaient convaincus que j'étais déjà sur le point d'accoucher. »

— Kate Beckinsale, interview pour le magazine Interview par Dina Rabinovitch, septembre 2001.
Cusack, acteur, coproducteur et scénariste d'High Fidelity, ne l'a pas engagée, mais a assuré aux producteurs d’Un amour à New York que Kate ferait une tête d'affiche idéale et est engagée pour incarner le rôle principal féminin. Bien que le film n'ait obtenu que des critiques mitigées,, le film obtient un succès en salles avec 77 millions de dollars de recettes mondiales, toutefois assez mineures par rapport à celui de Pearl Harbor.
Après ces premiers succès, elle enchaîne les films comme la comédie sentimentale Tiny Tiptoes et la comédie dramatique Laurel Canyon, qui connait un certain succès critique et pour lequel elle retrouve Christian Bale huit ans après Le Prince de Jutland.
Connue principalement pour jouer dans des films à caractères romantiques, elle n'hésite pas en 2003 de casser son image en incarnant un rôle plus physique et violent, le personnage de Selene dans le film d'action Underworld, bien qu'au départ elle avait refusé avant finalement d'accepter d'incarner le rôle :

« Je ne voulais pas lire le script. Dès que je l'ai lu j'ai voulu faire ce film. J'avais quelques préjugés à propos des films de vampires, je ne voulais pas courir dans tous les sens en chemise de nuit ni agiter des gousses d'ail et me faire mordre au cou. Mais ce n'était pas un genre de film gothique de série B avec une fille qui crie. C'était un film d'action cool comme dans les BD avec une fille qui avait l'air d'une vraie héroïne d'action. J'ai trouvé ça très intéressant. »

— Kate Beckinsale, interview pour Cinema Confidential par Thomas Chau, septembre 2003.
Sorti en salles en septembre 2003, Underworld, bien qu'ayant obtenu des critiques négatives, a rencontré un succès commercial avec plus de 95 millions de recettes au box-office mondial et permet de consacrer définitivement Kate au rang de star de cinéma. Elle obtient même une nomination au Saturn Award de la meilleure actrice.

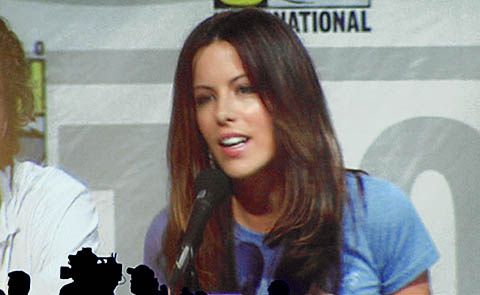
Lors de la promotion d’Underworld 2 : Évolution au Comic-Con (en juillet 2005).

L'année suivante, elle revient au genre qui l'a fait connaître en prêtant ses traits à Ava Gardner dans l'Aviator, de Martin Scorsese, dans lequel elle partage l'affiche avec Leonardo DiCaprio. Puis elle retourne la même année au film fantastique avec des vampires en interprétant Anna Valerious dans Van Helsing, où elle partage la vedette avec Hugh Jackman.
En 2006, l'actrice britannique retrouve le rôle de Sélène dans Underworld 2 : Évolution, toujours réalisé par Len Wiseman, devenu son époux. Les critiques du second volet sont toujours négatives, mais le film rencontre un large succès commercial supérieur au premier volet (plus de 111 millions de dollars de recettes mondiales).
Elle enchaîne les films en étant tour à tour l'épouse délaissée d'Adam Sandler dans la comédie de science-fiction Click : télécommandez votre vie et l'épouse de Luke Wilson aux prises avec des tueurs dans un motel isolé dans le thriller Motel.

Pour ses prestations dans Van Helsing, Click : Télécommandez votre vie et Underworld : Évolution, elle a failli faire partie des nommées pour le Razzie Award de la pire actrice en faisant partie des candidates potentielles pour le prix l'année des récompenses.

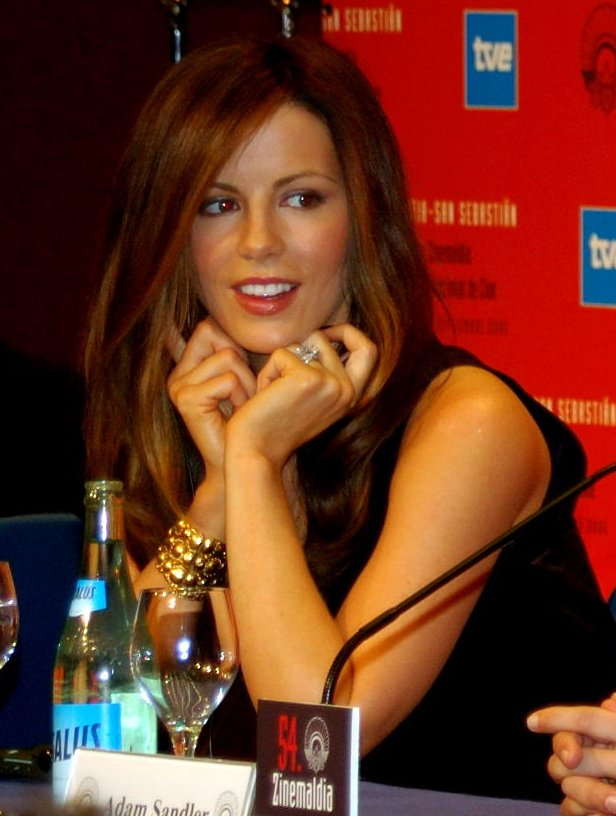
Kate Beckinsale au Festival international du film de Saint-Sébastien (septembre 2005).

En 2007, lors d'une interview pour la promotion de Motel, l'actrice a affirmé n'avoir aucune connaissance des rumeurs qui la liaient à un remake de Barbarella. Elle a notamment gagné un procès en diffamation contre Daily Express sur la question.

Alors que sa fille grandit et devient indépendante, elle décide qu'elle peut se consacrer à sa carrière et en incarnant des rôles plus difficiles, plus durs : 

« Il y a eu un moment quand Lily a eu environ 6 ans et demi, où je me suis dit : « Okay, maintenant je peux aller chercher [ce type de rôles], et je peux y mettre du mien et les interpréter. » Je me focalise sur les drames depuis. »

— Kate Beckinsale, interview pour le magazine New York Daily News, mars 2008

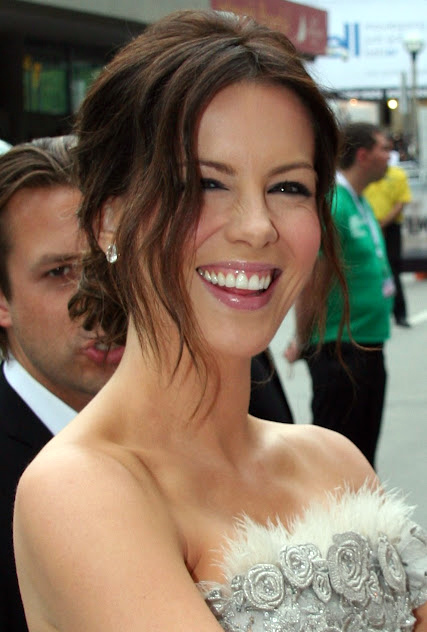
Kate Beckinsale au Festival International du film de Toronto 2008, pour Le Prix du silence.

Elle le fera avec les drames Snow Angels, où elle est une mère récemment divorcée qui essaye difficilement de refaire sa vie et Fragments, prêtant ses traits à une serveuse survivante d'une fusillade, qui a des répercussions sur sa vie. Snow Angels, bien que sorti en salles de façon restreinte, obtient les éloges de la critique, tandis que Fragments est sorti directement en vidéo et bénéficie d'un accueil critique mitigé.
Après avoir vu Kate dans Snow Angels, le réalisateur Rod Lurie l'engage pour incarner une journaliste emprisonnée pour avoir refusé de révéler une source concernant un article dans Le Prix du silence, inspiré d'une histoire vraie. Bien qu'ayant peu de succès en salles, le long-métrage permet d'obtenir des commentaires positifs de la part des critiques et permet à l'actrice d'être nommée au Critics Choice Awards de la meilleure actrice.
Après avoir fait une courte apparition en voix off dans Underworld 3 : Le Soulèvement des Lycans en 2009, elle tient le rôle principal dans le thriller Whiteout, adaptation d'un comic-book, où elle incarne une marshal enquêtant sur un meurtre dans une base américaine en Antarctique et tourne la comédie dramatique Everybody's Fine, où elle incarne la fille de Robert De Niro.
En plus d'avoir connu des échecs commerciaux,, Whiteout et Everybody's Fine ont connu des accueils négatifs pour le premier, et mitigé pour le second, de la part de la critique.

#### Fin de l'èreUnderworldet tournant dramatique (2010)
En mai 2010, elle est membre du jury du Festival de Cannes, présidé par le réalisateur américain Tim Burton. Elle déclare : 

« Dès le départ, Tim a été très clair sur le fait que nous n'arrivions pas avec une idée toute faite sur le sujet, et c'est très bien. Nous n'espérons pas un film de type politique, ou quoi que ce soit d'autre. Nous sommes tous impatients de commencer et de découvrir les films qui nous sont proposés. C'est ce qui me plaît dans ce groupe, ça fait seulement deux jours, mais pour l'instant personne n'a l'air d'avoir de préférence particulière pour un type de film. Tout le monde attend d'être surpris et ému. »

— Kate Beckinsale, interview pour le New York Magazine par Logan Hill, 12 mai 2010.

Dans cette même interview, elle raconte ses souvenirs de Cannes, où elle était venue la première fois en 1993 : 

« Je suis déjà venue deux fois. La première fois, c'était une expérience très choquante. J'avais dix-huit ans, je venais de faire Beaucoup de bruit pour rien et mon agent ne m'avait pas dit que je pouvais emmener quelqu'un avec moi, ni rien du tout. Donc j'étais toute seule et je crois que je portais des Doc Martens à bouts métalliques sur le tapis rouge ! Je ne savais pas ce que je faisais. Nous n'avions pas [la même préparation qu'en Amérique], en Angleterre. Nous n'avions pas de coiffeurs et maquilleurs. On se pointait comme ça en espérant juste qu'on n'avait pas de taches sur nos habits. Et je me souviens avoir monté les marches jusqu'à la salle de projection en pensant : « Waw, c'est comme aller à un concert de rock ! » Ça fait du bien de revenir maintenant que je suis plus mature et que j'ai un peu plus l'habitude de ce genre d'événements. »

— Kate Beckinsale, interview pour le New York Magazine par Logan Hill, 12 mai 2010.

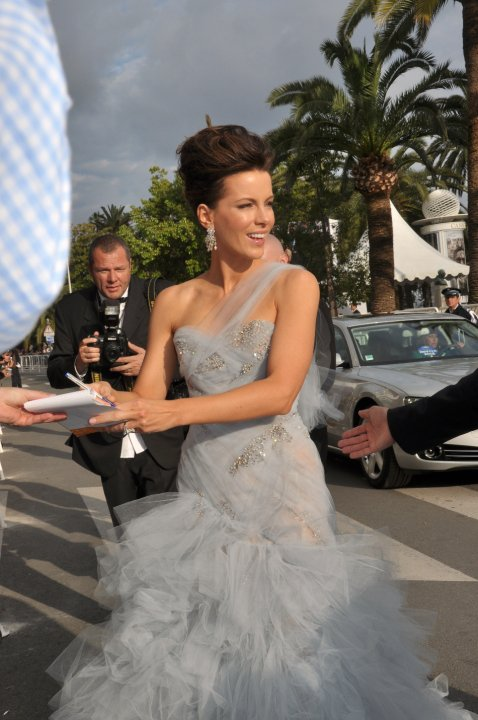
Au Festival de Cannes 2010.

En 2012, elle fait son grand retour, après deux années d'absence sur grand écran, en reprenant le rôle de Selene dans Underworld : Nouvelle Ère, puis en rejoignant le casting du film Contrebande avec Mark Wahlberg, qui sont sortis en janvier de la même année à une semaine d'intervalle. Elle est aussi à l'affiche du remake de Total Recall, reprenant le rôle de Sharon Stone. Le premier décroche la première place du box office au moment de sa sortie et engrange plus de 160 millions de dollars, signant l'un des meilleurs scores de la saga,; en dépit des critiques mitigées, le thriller est un succès au box office et avoisine les 100 millions de dollars de recettes pour un budget estimé à 20 millions ; tandis que le remake connaît un important succès commercial et un accueil critique favorable,.
En 2013, elle incarne le premier rôle féminin du film dramatique, ayant eu une sortie limitée sur grand écran et diffusé directement à la télévision aux États-Unis, Mensonges et Faux Semblants. Un succès produit par Lifetime, qui au moment de sa première diffusion, a été vu par 1,2 million de téléspectateurs.
En 2014, elle occupe le rôle titre du film d'horreur Hysteria, avec Michael Caine, Ben Kingsley et Jim Sturgess. Elle partage aussi la vedette du drame L'Affaire Jessica Fuller aux côtés de Daniel Brühl.
En 2015, elle est à l'affiche de la comédie de science-fiction Absolutely Anything avec Simon Pegg.
En 2016, elle fait un retour triomphal avec la comédie dramatique Love and Friendship qui lui permet de renouer avec les hauteurs de la critique et de décrocher le London Critics' Circle Film Awards de l'actrice britannique de l'année. En revanche, elle signe une contre-performance avec le film d'horreur qu'elle porte The Disappointments Room qui ne rencontre pas le succès escompté et passe inaperçu.
En 2017, la sortie de Underworld: Blood Wars, cinquième opus de la série de films Underworld, est entachée à la suite du relatif échec du film. En effet, il réalise les pires résultats de la saga mais avec un budget moindre, ce qui conforte l'actrice dans sa décision d'en finir avec cette série de films, un an plus tard. Elle fait également partie de la distribution réunie autour du drame The Only Living Boy in New York aux côtés de Callum Turner, Pierce Brosnan, Cynthia Nixon, Kiersey Clemons et Jeff Bridges.
C'est ainsi qu'en 2018, elle se tourne vers un cinéma indépendant pour le drame Farming dont elle est le premier rôle féminin aux côtés d'Adewale Akinnuoye-Agbaje et Gugu Mbatha-Raw. Le film, présenté au Festival international du film de Toronto, raconte l'histoire vraie d'un afro-américain devenu le chef d'une bande de skinheads.
La même année, elle reçoit le Deauville Talent Awards lors du Festival du cinéma américain de Deauville, un prix qui récompense l'ensemble de sa carrière. Elle est également attendue en vedette d'une série à suspens Widows, diffusée sur la plateforme Amazon Video, elle y incarne une veuve qui pense reconnaître son défunt mari au milieu de la foule.

### Vie privée
Elle a partagé la vie de l'acteur Michael Sheen de 1995 à 2003, avec qui on la retrouve dans Underworld. Ils ont une fille prénommée Lily Mo Sheen, née le 31 janvier 1999. Ils se sont quittés après le tournage d’Underworld, mais ils sont restés en très bons termes pour leur fille.
Après cette séparation, Kate a commencé à fréquenter Len Wiseman, le réalisateur d’Underworld, avec qui elle s'est mariée le 9 mai 2004 à Bel Air, en Californie. En novembre 2015, il est annoncé que le couple a entamé une procédure de divorce après onze ans de mariage.
Elle a eu une relation de novembre 2018 à avril 2019 avec Pete Davidson.
Parmi ses amis proches, il y a les acteurs Josh Hartnett, Matt Dillon, Kevin Spacey, le chanteur Tarkan et l'actrice Marcia Cross.[réf. nécessaire]
Elle fait partie des actrices qui ont dénoncé les agissements d'Harvey Weinstein, citant une mauvaise expérience lors d'une rencontre avec le producteur alors qu'elle n'avait que 17 ans.

### Autres activités

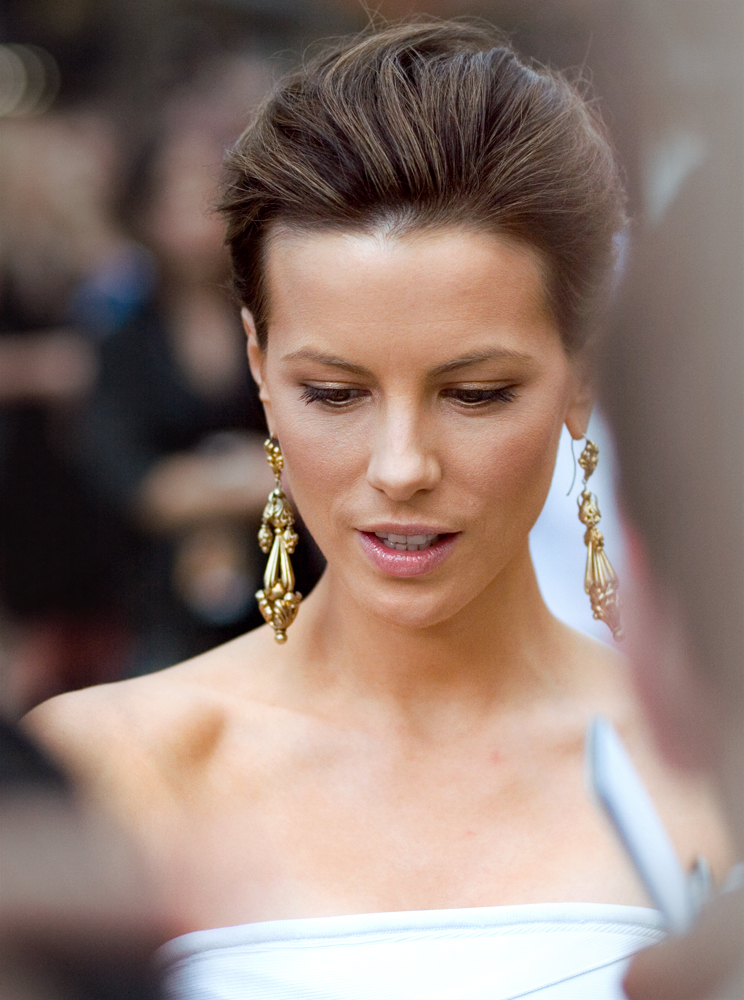
Kate Beckinsale, lors de la première de Die Hard 4 : Retour en enfer à Londres (20 juin 2007), dont son ex-mari était le réalisateur.

Dans les années 1990, Kate Beckinsale a joué au théâtre notamment dans Hay Fever, de Noël Coward en 1992 et La Mouette, de Tchekhov, en 1995 et dans d'autres pièces comme Sweetheart, en 1996 et Faithless, la même année.
Elle est apparue dans Waltz Away Dreaming, clip du chanteur George Michael en 1999 et dans la campagne Denim Invasion de Gap en 2002.
Kate Beckinsale a également fait en 1996 la narration du livre audio d'Emma, de Jane Austen, en liaison avec l'adaptation télévisée du roman, dans lequel la comédienne incarne le personnage principal, diffusé la même année à la télévision.

### Image publique
Depuis 2001 et le succès de Pearl Harbor, Kate Beckinsale est classée dans le top 100 du magazine Maxim, elle a été classée :
- 2001 : 39e[75]
- 2003 : 16e[76]
- 2005 : 23e[77]
- 2007 : 21e[78]
- 2009 : 22e[79]
- 2012 : 12e[80]
- 2013 : 12e[80]

En parallèle, elle a également été classée 63e des 100 Sexiest Women in the World du magazine Stuff en 2002 et a été élue « plus belle femme anglaise » par le magazine Hello! la même année.
Aussi, elle a été classée 85e des 100 Sexiest Women in the World 2005 du magazine FHM. En 2006, elle a été classée à la 23e place, en 2008, elle a été classée 10e et en 2010, elle a été classée 41e de ce même classement.
Entretemps, en 2009, Kate Beckinsale est élue la « femme la plus sexy » par le magazine Esquire.

## Théâtre
- 1992 : Hay Fever de Noël Coward : Sorel Bliss
- 1995 : La Mouette (The Seagull) d'Anton Tchekhov : Nina (joué lors du UK Tour)
- 1996 : Sweetheart de Nick Grosso : Toni (joué au Royal Court Upstairs Theatre, Sloane Square à Londres)
- 1996 : Clocks and Whistles de Samuel Adamson : Anne (joué au Bush Theatre à Londres)

Source : IMDb

## Filmographie

### Longs métrages
Sauf indication contraire, les informations mentionnées dans cette section peuvent être confirmées par la base de données cinématographiques IMDb,  présente dans la section « Liens externes ».
- 1993 : Beaucoup de bruit pour rien (Much Ado About Nothing) de Kenneth Branagh : Hero
- 1994 : Qui a tué le chevalier (Uncovered) de Jim McBride : Julia
- 1994 : Le Prince de Jutland (Prince of Jutland) de Gabriel Axel : Ethel
- 1995 : Marie-Louise ou la Permission de Manuel Flèche : Marie-Louise
- 1995 : Haunted de Lewis Gilbert : Christina Mariell
- 1997 : Shooting Fish, de Stefan Schwartz : Georgie
- 1998 : Les Derniers Jours du disco (The Last Days of Disco) de Whit Stillman : Charlotte Pingress
- 1999 : Bangkok, aller simple (Brokedown Palace) de Jonathan Kaplan : Darlene Davis
- 2000 : La Coupe d'or (The Golden Bowl) de James Ivory : Maggie Verver
- 2001 : Pearl Harbor de Michael Bay : Nurse Lt. Evelyn Johnson
- 2001 : Un amour à New York (Serendipity) de Peter Chelsom : Sara Thomas
- 2002 : Laurel Canyon de Lisa Cholodenko : Alex
- 2003 : Underworld de Len Wiseman : Selene
- 2003 : Tiny Tiptoes (Tiptoes) de Matthew Bright : Carol
- 2004 : Van Helsing de Stephen Sommers : Anna Valerious
- 2004 : Aviator (The Aviator) de Martin Scorsese : Ava Gardner
- 2006 : Underworld 2 : Évolution (Underwold: Evolution) de Len Wiseman : Selene
- 2006 : Click : Télécommandez votre vie (Click) de Frank Coraci : Donna Newman
- 2006 : Snow Angels de David Gordon Green : Annie
- 2007 : Motel (Vacancy) de Nimród Antal : Amy Fox
- 2008 : Fragments (Winged Creatures) de Rowan Woods : Carla Davenport
- 2008 : Le Prix du silence (Nothing but the Truth) de Rod Lurie : Rachel Alice Armstrong
- 2009 : Underworld 3 : Le Soulèvement des Lycans (Underworld 3: Rise of the Lycans) de Patrick Tatopoulos : Selene[n 1]
- 2009 : Whiteout de Dominic Sena : Carrie Stetko
- 2009 : Everybody's Fine de Kirk Jones : Amy
- 2012 : Contrebande (Contraband) de Baltasar Kormákur : Kate Farraday
- 2012 : Underworld : Nouvelle Ère (Underworld: Awakening) de Måns Mårlind et Björn Stein : Selene / le Sujet 1
- 2012 : Total Recall : Mémoires programmées (Total Recall) de Len Wiseman : Lori Quaid
- 2013 : Mensonges et Faux Semblants (The Trials of Cate McCall) de Karen Moncrieff : Cate McCall
- 2014 : Hysteria (Stonehearst Asylum) de Brad Anderson : Eliza Graves
- 2014 : L'Affaire Jessica Fuller (The Face of an Angel) de Michael Winterbottom : Simone Ford
- 2015 : Absolutely Anything de Terry Jones : Catherine
- 2016 : Love and Friendship de Whit Stillman : Lady Susan Vernon
- 2016 : La Chambre des oubliés (The Disappointments Room) de D. J. Caruso : Dana Barrow
- 2016 : Underworld: Blood Wars d'Anna Foerster : Selene
- 2017 : Liaisons à New York (The Only Living Boy in New York) de Marc Webb : Johanna
- 2018 : Farming d'Adewale Akinnuoye-Agbaje : Ingrid Carpenter
- 2021 : Jolt de Tanya Wexler : Lindy
- 2022 : Prisoner's Daughter : Maxine
- 2023 : Fool's Paradise de Charlie Day : Christiana Dior
- 2024 : Canary Black de Pierre Morel : Avery Graves

### Courts métrages
- 1992 : Rachel's Dream de Vivianne Albertine : Rachel
- 2012 : Republicans, Get in My Vagina d'Andrea Savage : la femme no 3

### Télévision

#### Téléfilms
- 1991 : One Against the Wind de Larry Elikann : Barbe Lindell
- 1993 : Anna Lee: Headcase de Colin Bucksey : Thea Hahn
- 1995 : La Ferme du mauvais sort (Cold Comfort Farm) de John Schlesinger : Flora Poste[87]
- 1996 : Emma de Diarmuid Lawrence : Emma Woodhouse
- 1998 : Alice au pays des merveilles : À travers le miroir (Alice Through the Looking Glass) de John Henderson : Alice
- 2006 : Like Father, Like Sunday de Kabir Akhtar : elle-même

#### Séries télévisées
- 1975 : Couples de Roy Battersby : enfant (saison 1, épisodes 1 et 2)
- 1991 : Devices and Desires de John Davies : Young Alice Mair (voix originale - saison 1, épisode 2)
- 2018 : The Widow : Georgia Wells[4] (8 épisodes)
- 2021 : Guilty Party de Rebecca Addelman : Beth Baker (voix originale - saison 1, 10 épisodes prévus) ; productrice déléguée

## Résultats au box-office
Seul quatre de ces films ont réussi à dépasser les cent millions de dollars de recettes sur le territoire américain au box-office : ses deux seuls grands succès publics : Pearl Harbor, Click : télécommandez votre vie, mais aussi Van Helsing et Aviator.
Mais elle a connu également des succès avec des films tels qu'Underworld et Underworld 2 : Évolution, qui ont récolté respectivement 51 millions de dollars pour le premier (pour un budget de 22 millions) et 62 millions de dollars (pour un budget de 50 millions) et Un amour à New York, qui a réalisé 50 millions de dollars de recettes (pour un budget de 28 millions).
Mais à partir Click : Télécommandez votre vie, elle a aligné cinq échecs commerciaux. Motel, qui a dépassé son budget de seulement plus de 360 000 dollars, Snow Angels, Le Prix du silence, Whiteout et Everybody's Fine n'ont pas rencontré le succès public en raison d'une faible présence dans les salles ou à cause de mauvaises critiques, excepté pour Snow Angels et Le Prix du silence. Les résultats de ses derniers films sont assez similaires en France, dont certains sont sortis en vidéo dans l'Hexagone. En 2012, elle retrouve le succès avec Contrebande et Underworld : Nouvelle Ère.

## Distinctions
Voici la liste complète des récompenses et nominations de Kate Beckinsale depuis 1997, sauf mention contraire, la liste des distinctions est issue d'IMDb.

### Récompenses
- Festival international du film de Catalogne 1997 : Prix Gran Angular de la meilleure actrice pour Shooting Fish
- London Critics Circle Film Awards 1999 : meilleure actrice de l'année dans un second rôle pour Les Derniers Jours du disco (ex æquo avec Minnie Driver pour Will Hunting)
- Golden Schmoes Awards 2006 : meilleur T&A[Quoi ?] de l'année pour Underworld 2 : Évolution
- Scream Awards 2006 : Scream Queen pour Underworld 2 : Évolution
- Costume Designers Guild Awards 2012 : Prix Spotlight
- Festival international du film de San Diego 2016 : Prix Cinema Vanguard (récompense honorifique)
- Evening Standard British Film Awards 2017 : meilleure actrice pour Love and Friendship
- London Critics' Circle Film Awards 2017 : actrice britannique ou irlandaise de l'année pour Love and Friendship
- Festival du cinéma américain de Deauville 2018 : Prix pour l'ensemble de sa carrière
- National Film Awards UK 2020 : meilleure actrice pour Farming[réf. nécessaire]
- National Film Awards UK 2022 : meilleure actrice pour Jolt

### Nominations
- Teen Choice Awards 2001 : meilleure alchimie (avec Ben Affleck) pour Pearl Harbor
- MTV Movie Awards 2002 : meilleure performance féminine pour Pearl Harbor
- Saturn Awards 2002 : meilleure actrice pour Un amour à New York
- Awards Circuit Community Awards 2004 : meilleure distribution pour Aviator
- MTV Movie Awards 2004 : meilleure révélation transatlantique
- Saturn Awards 2004 :  meilleure actrice pour Underworld
- Golden Schmoes Awards 2004 : meilleure distribution pour Van Helsing
- Teen Choice Awards 2004 : meilleure alchimie (avec Hugh Jackman) et meilleure actrice (catégorie Drame/Action/Aventure) pour Van Helsing
- Gold Derby Awards 2005 : meilleure distribution pour Aviator
- Screen Actors Guild Awards 2005 : meilleure distribution d'ensemble pour un film pour Aviator
- People's Choice Awards 2005 : meilleure actrice dans un film d'action
- Fangoria Chainsaw Awards 2006 :
  - meilleure alchimie pour Underworld 2 : Évolution, nomination partagée avec Scott Speedman
  - meilleure baston pour Underworld 2 : Évolution, nomination partagée avec Tony Curran
  - meilleure héroïne pour Underworld 2 : Évolution
- Golden Schmoes Awards 2006 : meilleure distribution pour Underworld 2
- MTV Movie Awards 2006 : meilleure héroïne pour Underworld 2 : Évolution
- Teen Choice Awards 2006 : meilleure alchimie (avec Adam Sandler) pour Click : Télécommandez votre vie
- People's Choice Awards 2007 : meilleure actrice dans un film d'action
- Teen Choice Awards 2007 : meilleur cri pour Motel
- Critics' Choice Movie Awards 2009 : meilleure actrice pour Le Prix du silence
- Dublin Film Critics' Circle Awards 2016 : meilleure actrice pour Love & Friendship
- Gotham Independent Film Awards 2016 : meilleure actrice pour Love & Friendship
- International Online Cinema Awards 2016 : meilleure actrice pour Love & Friendship
- Festival international du film de Seattle 2016 : meilleure actrice pour Love & Friendship
- Village Voice Film Poll 2016 : meilleure actrice pour Love & Friendship
- Chicago Independent Film Critics Circle Awards 2017 : meilleure actrice pour Love & Friendship
- London Critics' Circle Film Awards 2017 : actrice de l'année pour Love & Friendship
- North Carolina Film Critics Association 2017 : meilleure actrice pour Love & Friendship
- Seattle Film Critics Association 2017 : meilleure actrice pour Love & Friendship

## Voix françaises
En France, Laura Blanc est la voix française régulière de Kate Beckinsale, l'ayant doublée dans la majorité de ses films depuis Pearl Harbor en 2001.
Elle a aussi été doublée par des actrices belges dans quatre films par Maia Baran dans Le Prix du silence, par Marcha Van Boven dans Everybody's Fine et La Chambre des oubliés et par Célia Torrens dans Liaisons à New York.
Au Québec, Camille Cyr-Desmarais est la voix québécoise régulière de l'actrice depuis Un amour à New York.